# Station Františkovy Lázně-Aquaforum
Station Františkovy Lázně-Aquaforum is een spoorwegstation in het zuiden van de Tsjechische stad Františkovy Lázně. Het station ligt aan spoorlijn 148, tussen Cheb en het hoofstation van Františkovy Lázně. Het station wordt beheerd door de nationale spoorwegonderneming České dráhy in samenwerking met de Staatsorganisatie voor spoorweginfrastructuur (SŽDC).
Station Františkovy Lázně-Aquaforum werd op 14 september 2007 geopend. De bedoeling is het bieden van een milieuvriendelijke toegang met een hoge capaciteit tot het nieuwe waterpretpark Aquaforum.
Cheb ↔ Františkovy Lázně-Aquaforum ↔ Františkovy Lázně ( ↔ aftakking: Tršnice) ↔ Františkovy Lázně-Seníky ↔ Vojtanov obec ↔ Hazlov ↔ Aš ↔ Aš město ↔ Aš předměstí ↔ Štítary ↔ Podhradí ↔ Studánka ↔ Hranice v Čechách